# Start FC
La Start FC fu una squadra di calcio nota per aver partecipato alla cosiddetta partita della morte il 9 agosto 1942. La squadra disputò poche partite, valide per un torneo non ufficiale che la squadra riuscì comunque a vincere, e un'amichevole qualche giorno dopo la fine del torneo.
Nella primavera del 1942, Iosif Ivanovič Kordik, ex combattente per l'impero austro-ungarico, e Nikolai Trusevich, portiere della Dinamo Kiev, fondarono la squadra, con sede a Kiev, con l'intento di partecipare al campionato cittadino organizzato dalle truppe di Hitler in seguito all'occupazione della capitale ucraina da parte della Wehrmacht. La squadra venne smantellata quello stesso anno, pochi giorni dopo l'ultima partita giocata il 16 agosto 1942 contro la Ruch, un'altra rappresentanza di giocatori ucraini gradita agli occupanti.
Le vicende della Start FC sono state presto interpretate come simbolo di eroismo e di resistenza al regime nazista e col tempo sono state mitizzate al fine di sollevare gli animi della popolazione ucraina che viveva nella miseria e nella sofferenza dell'occupazione. Infatti, la resistenza al regime era molto forte, visto che gli ucraini erano quasi tutti nazionalisti, quindi non nascondevano per niente l'odio che avevano nei confronti degli occupanti, nazisti o comunisti che fossero, avendo aspirazioni indipendentiste.

## Storia

### L'occupazione nazista
I nazisti invasero l'Ucraina il 22 giugno 1941, inizio dell'Operazione Barbarossa e la città di Kiev fu bombardata dal primo giorno dell'invasione fino al 19 settembre 1941. I tedeschi fecero più di seicentomila prigionieri e nella notte tra il 29 e il 30 settembre circa 34.000 ebrei furono fucilati dai soldati nazisti, nei pressi di Babi Yar.
I giocatori della Dinamo, la squadra principale della città di Kiev, furono internati nel campo di detenzione della Darnica poiché nel sistema sportivo sovietico la Dinamo Kiev, e quindi tutti i suoi membri, era alle dipendenze del NKVD (Narodnyj Komissariat Vnutrennich Del SSSR), il Commissariato del popolo per gli affari interni. Tra i giocatori era particolarmente famoso Nikolai Trusevich, portiere della Dinamo Kiev. Trusevich e altri giocatori come lui dovettero firmare una dichiarazione di lealtà al regime nazista per tornare nella città di Kiev, mentre le loro famiglie si trovavano a Odessa, occupata dall'esercito romeno e dalle truppe tedesche.

### L'incontro tra Kordik e Trusevich

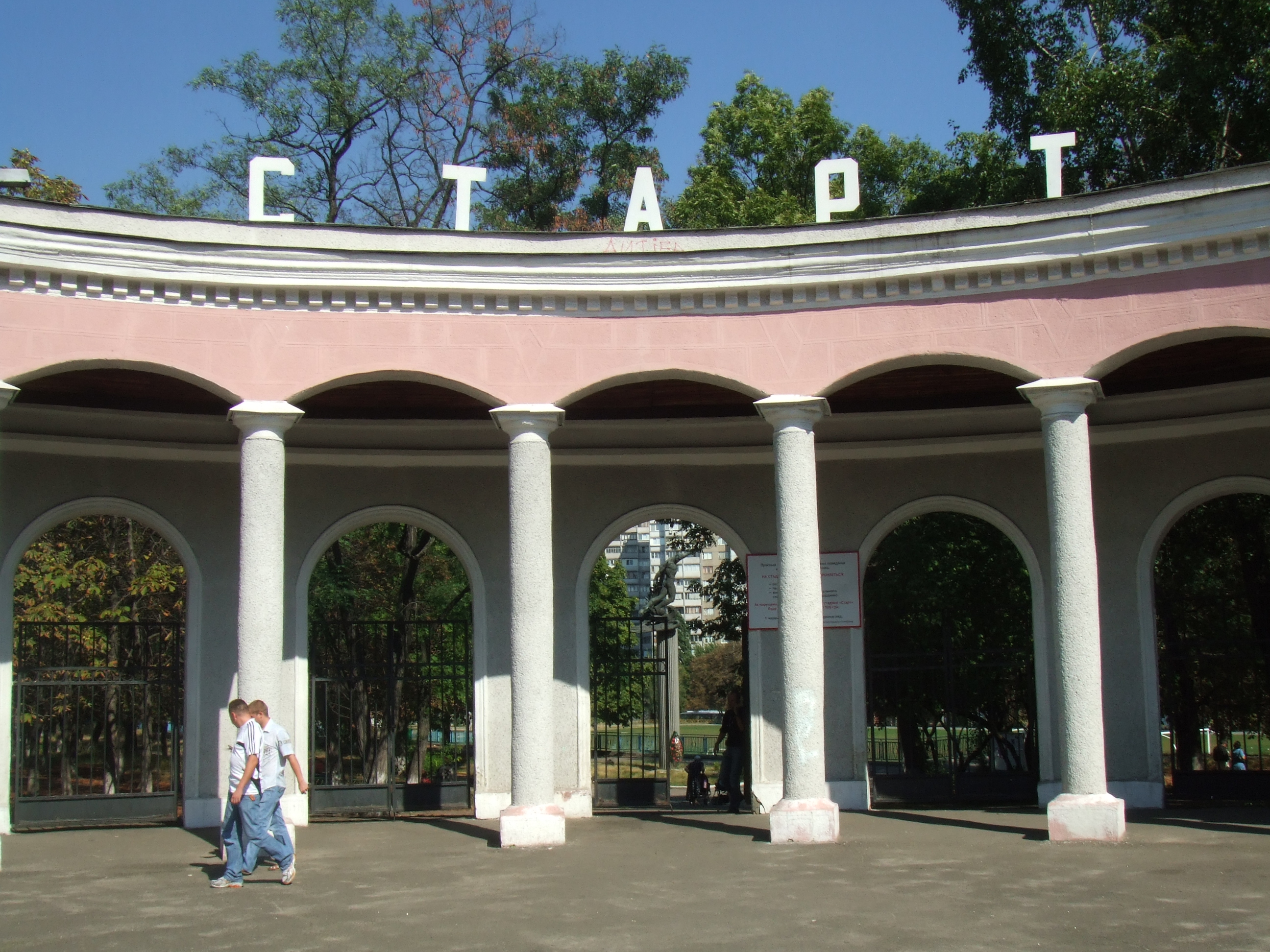
Lo Stadio Zenit, rinominato Start Stadium in onore della Start FC

Iosif Ivanovič Kordik, ceco della Moravia, riuscì a sfruttare la sua conoscenza della lingua tedesca per ritagliarsi uno spazio privilegiato nella società ucraina suddivisa in classi dai tedeschi. Infatti, facendosi passare per austriaco (Kordik era nato nell'impero Austro-Ungarico e aveva combattuto per gli Asburgo nella prima guerra mondiale), venne riconosciuto come Volksdeutsche cioè cittadino di provenienza tedesca che si trovava già nella città di Kiev prima dell'occupazione. In questo modo era in grado gestire attività e divenne dirigente dell'importante panificio della città.
Kordik riconobbe in un bar il portiere della Dinamo Kiev grazie alla cicatrice sul volto, che si era procurato in uno scontro di gioco, nonostante fosse in precarie condizioni fisiche e fosse vestito con vesti strappate. Kordik era un grande appassionato di sport e grande ammiratore del portiere per le sue imprese con la Dinamo perciò lo invitò a pranzo e gli propose di lavorare per lui nel suo panificio. A Trusevich non era più concesso intraprendere il suo vecchio lavoro, che alternava al calcio, essendo nemico del Terzo Reich, perciò il portiere accettò di lavorare per Kordik. L'intento di Kordik era quello di aiutare il portiere e altri giocatori come lui, fornendo loro un letto, del cibo e protezione, per quanto possibile, dai soprusi nazisti. Trusevich si mise subito in contatto con gli ex compagni della Dinamo Kiev, grazie al suo carisma; incontrò il difensore Mychajlo Svyrydovs’kyj e il centravanti Ivan Kuz’menko e insieme radunarono gli altri compagni e tre giocatori, Vasyl’ Sucharjev, Volodymyr Balakin e Mychajlo Mel’nyk, della Lokomotyv Kiev, la seconda squadra della capitale. Nella primavera del 1942 la squadra aveva i giocatori sufficienti per disputare una partita di calcio.

### L'esordio e il torneo

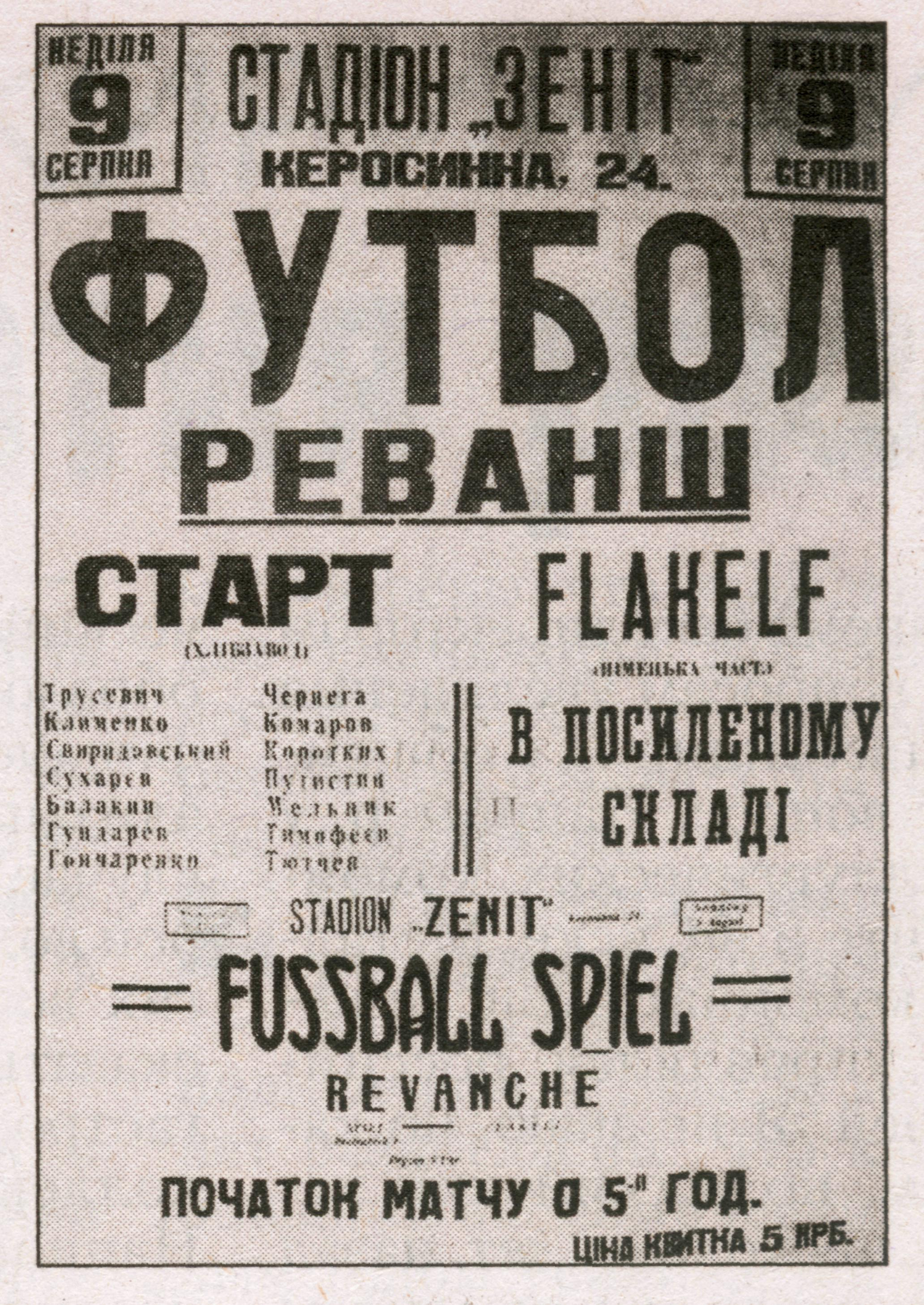
Volantino della partita tra Start FC e Flakelf

I nazisti reintrodussero il calcio e altri elementi come tram e fiorai per dare vitalità agli ucraini così da avere un maggior rendimento con la manodopera. Istituirono quindi un torneo al quale si iscrissero squadre che rappresentavano le forze di occupazione: una guarnigione ungherese, la divisione romena, una selezione di soldati semplici tedeschi, la rappresentanza degli ufficiali magiari, una squadra di collaborazionisti ucraini e la Flakelf, una squadra composta dai migliori atleti e ufficiali nazisti. A queste squadre si aggiunse la Start, ma i giocatori erano denutriti, non erano allenati, non avevano delle divise adeguate né tanto meno delle scarpe da calcio, eccetto Makar Hončarenko che custodiva gelosamente i suoi scarpini.
La squadra di Kordik e Trusevich avrebbe affrontato nella prima partita la Ruch, una formazione di giocatori ucraini alleati dei tedeschi fondata da Heorhyj Ščvecov, ex giocatore della Lokomotiv che, come Kordik, voleva radunare i migliori giocatori ucraini e contribuì all'istituzione del torneo. Il livello della Ruch era però nettamente inferiore rispetto a quello della Start all'esordio giocato allo Stadio della Repubblica il 7 giugno 1942, la squadra di Ščvecov venne sconfitta 7-2. Sentendosi umiliato, Ščvecov chiese l'espulsione della Start dal torneo ma grazie alla posizione e al carisma di Kordik, fu deciso dalle autorità che la Start avrebbe giocato le partite successive nello Stadio Zenit, uno stadio più piccolo e di periferia. Il nuovo stadio venne inaugurato il 21 giugno con un tennistico 6-2 in favore della Start nei confronti della formazione ungherese. Pochi giorni dopo anche la selezione romena venne sconfitta per 11-0.
Intanto a Kiev, la Start iniziò a diventare argomento di conversazione e un numero sempre maggiore di persone cominciò a tifare per questa piccola squadra. Anche i giocatori ungheresi e romeni simpatizzarono per la Start, nonostante fossero alleati dei tedeschi in guerra. Per la popolazione ucraina le partite della Start erano invece molto importanti perché mantenevano alto il morale dei cittadini ed erano interpretate come simboli di resistenza all'oppressione.
Il 17 luglio l'incontro tra la Start FC e la PGS, formazione tedesca, terminò 6-0 e il 19 luglio l'MGS Wal, composta dagli ufficiali magiari, venne battuta per 5-1. I nazisti organizzarono una rivincita pochi giorni dopo per permettere alla MGS Wal di battere la Start, avendo una condizione fisica migliore rispetto ai giocatori ucraini, ma il risultato non cambiò: la Start batté la MGS Wal 3-2 anche se a fatica. La squadra vincitrice del torneo si sarebbe decisa in una finale: Start contro Flakelf. Sebbene la squadra tedesca fosse formata da atleti ben allenati, la Start si impose per 5-1 il 6 agosto 1942.
La Flakelf organizzò una rivincita il 9 agosto, rinforzò la propria squadra con alcuni dei migliori atleti al fronte e concesse alla Start tre poliziotti ucraini sotto il loro controllo per rinforzarsi a sua volta. La Start si impose nuovamente per 5-3. Questa partita verrà poi tramandata come la partita della morte.

### L'ultima partita e gli arresti

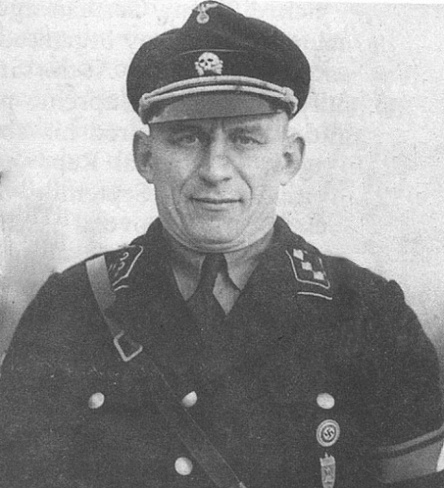
Paul Otto von Radomsky, Obersturmbannführer del campo di Syrec

La squadra fondata da Kordik giocò un'ultima amichevole contro la Ruch umiliandola per 8 a 0. Poche settimane più tardi i giocatori della Start cominciano ad essere arrestati: il primo fu Mykola Korotkych poiché, oltre ad essere un giocatore di calcio, era un ufficiale in servizio della polizia segreta sovietica e fu arrestato il 6 settembre 1942 e venne ucciso nel quartier generale della Gestapo; tutti gli altri giocatori vennero arrestati poiché, essendo stati giocatori della Dinamo, erano considerati anche soldati nemici. Vennero quindi deportati nel campo di concentramento di Syrec, situato poco lontano dalla città di Kiev, amministrato da Paul von Radomsky, Obersturmbannführer delle SS. Kuz’menko, Klimenko e il capitano Trusevič furono fucilati il 24 febbraio 1943, condannati per aver tentato di incendiare il campo; altri giocatori furono assegnati a gruppi di lavoro. Hončarenko e Svyrydovs’kyj fuggirono dal campo poco più di un anno dopo l'arresto mentre Pavel Komarov divenne alleato dei tedeschi pur di uscire dal campo.

## Colori e simboli

### Colori
Le maglie da gioco della Start FC erano di colore rosso, con i pantaloncini bianchi e i calzettoni rossi; la maglia del portiere invece era rossonera e i pantaloncini erano neri come i calzettoni. Nikolai Trusevich procurò il set di maglie per la squadra trovandolo in un magazzino anche se le divise erano invernali e il torneo si giocava in estate.

### Simboli
La Start FC non aveva particolari simboli. Unico simbolo era il colore delle magliette: il rosso infatti significava la resistenza all'oppressione nazista dato che i giocatori della Start erano tutti comunisti.

### Inno
Durante la rivincita con la Flakelf, al momento della presentazione, invece di salutare il pubblico con il saluto nazista, i giocatori piegarono il braccio sul petto e gridarono "Fitzcult Hurrà!", un motto sovietico che inneggia allo sport come miglioramento di se stessi.

## Strutture

### Stadio Della Repubblica
Lo "Stadio Repubblicano Stalin" (Stalins'kyj Respublikans'kyj Stadion) o "Stadio della Repubblica" (attuale Stadio Olimpico di Kiev) ospitò la Start FC per la partita d'esordio la squadra fu poi trasferita allo Stadio Zenit.

### Stadio Zenit

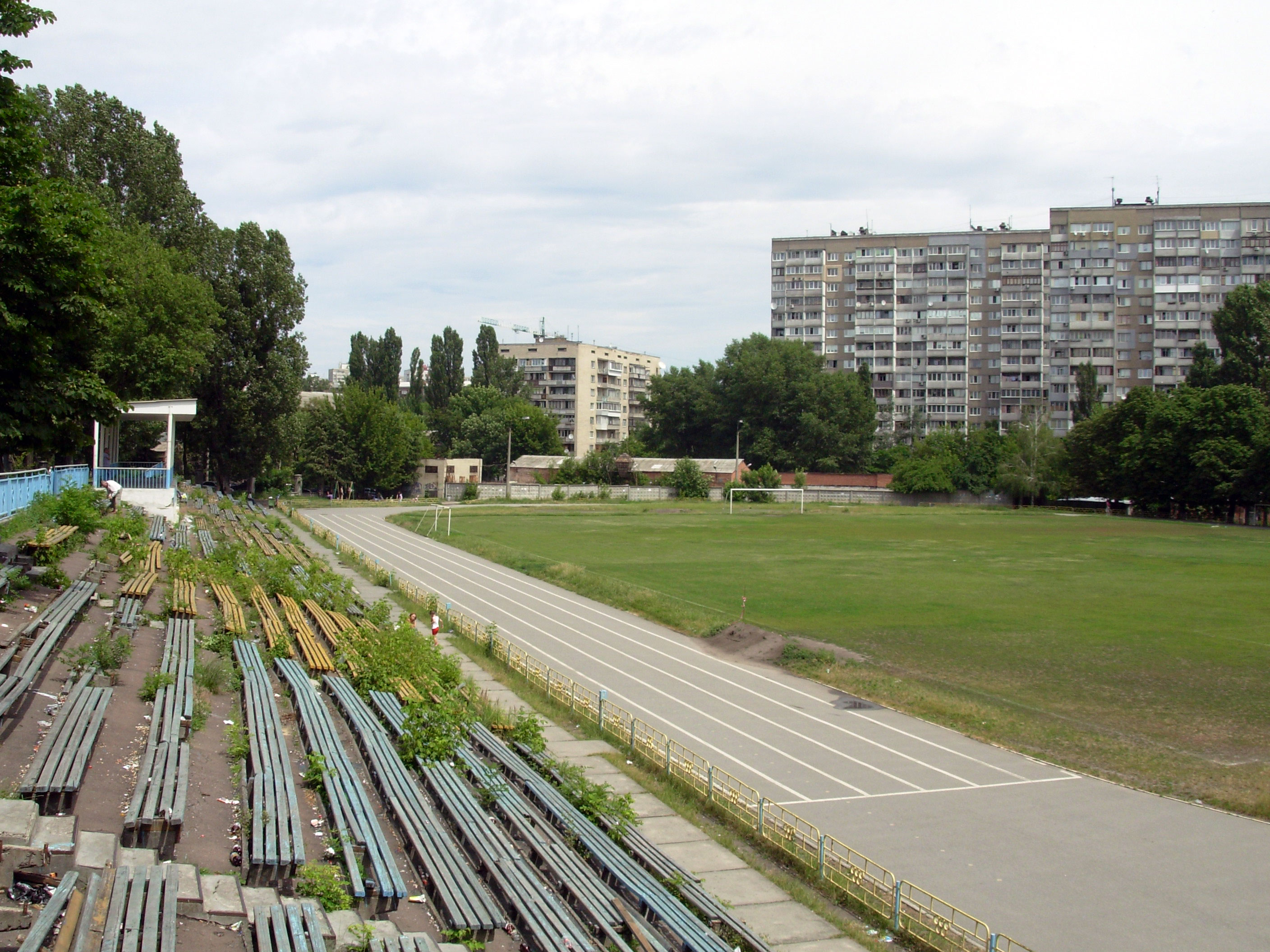
Start Stadium

Lo Stadio Zenit è uno stadio più piccolo rispetto allo Stadio della Repubblica e ha una posizione decentrata. La squadra venne spostata così da non destare troppo nell'occhio, infatti Heorhyj Ščvecov dopo essere stato sconfitto all'esordio del torneo per 7-2, fece molte pressione affinché la Start venisse squalificata, ma, grazie all'intervento di Kordik, la squadra venne solamente trasferita allo Stadio Zenit. Il nome attuale dello stadio è Start Stadium, in onore della squadra di Kiev.

## La leggenda della Start

### La partita della morte

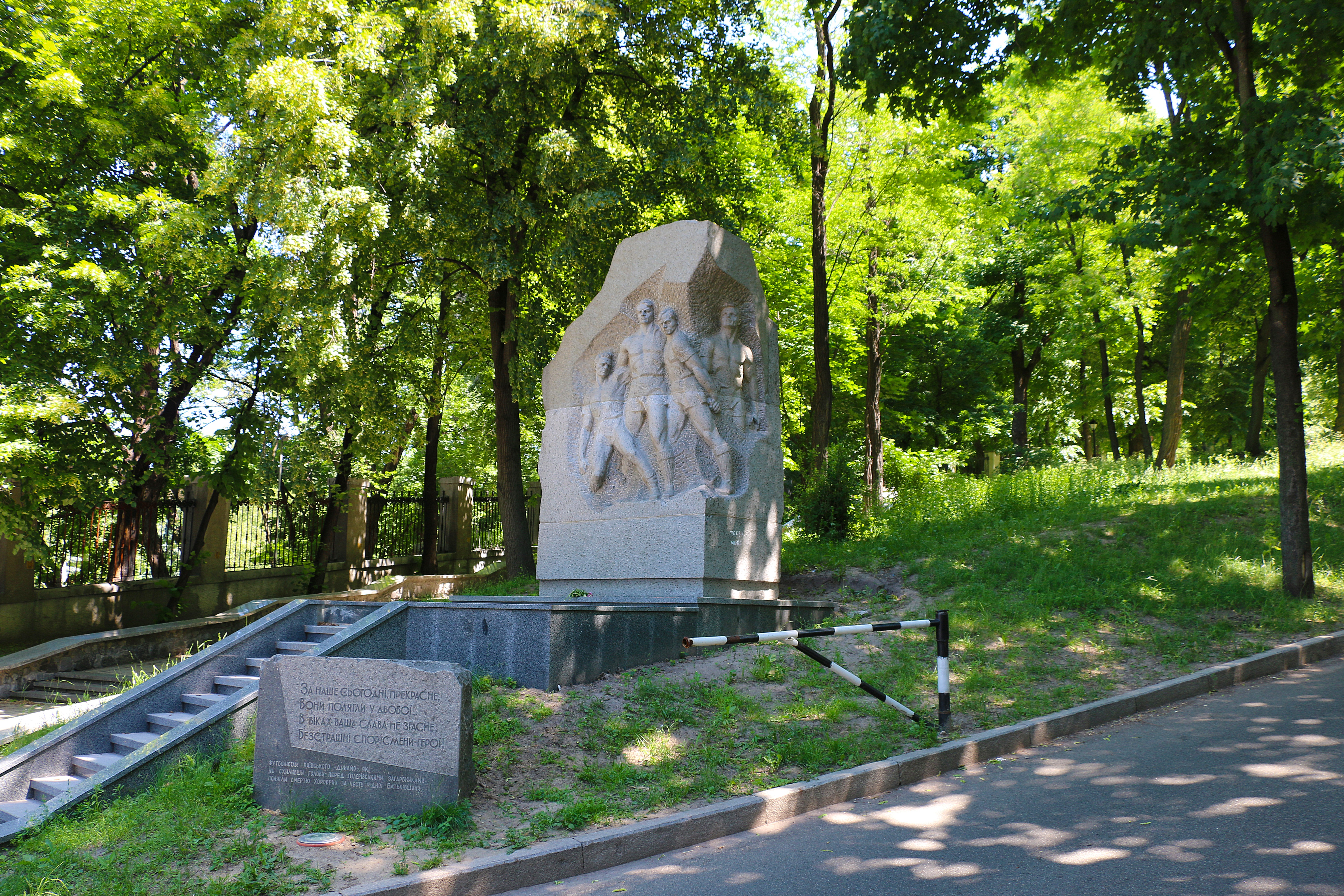
Monumento dedicato ai giocatori della Start FC, situato davanti allo Stadio Dynamo Lobanovs'kyj

Attorno alla squadra fondata da Kordik e Trusevich è nata la leggenda della partita della morte in quanto secondo molte testimonianze, tra cui quella del giocatore Makar Hončarenko, fu l'ultima partita giocata contro la Flakelf a condannare i giocatori al loro destino. Infatti secondo la leggenda, prima della partita venne chiesto ai giocatori della Start di "portare rispetto alla squadra tedesca". La partita fu un incontro duro dove i giocatori tedeschi contrastavano fallosamente i giocatori ucraini senza conseguenze, essendo l'arbitro un ufficiale tedesco e quindi dalla loro parte; pochi minuti dopo l'inizio della partita un calciatore della Flakelf colpì al volto il portiere Trusevich, che rimase stordito per qualche attimo e subì gol al primo tiro in porta avversario. Grazie al tiro da fuori area di Kuz'menko e alla doppietta di Hončarenko, la Start si portò in vantaggio per 3-1. Una volta finito il primo tempo, un ufficiale delle SS entrò nello spogliatoio della Start e dopo essersi complimentato con i ragazzi di Kordik disse:
"Siamo veramente impressionati dalla vostra abilità calcistica e abbiamo ammirato il vostro gioco del primo tempo. Ora però dovete capire che non potete sperare di vincere. Prima di tornare in campo, prendetevi un minuto per pensare alle conseguenze".

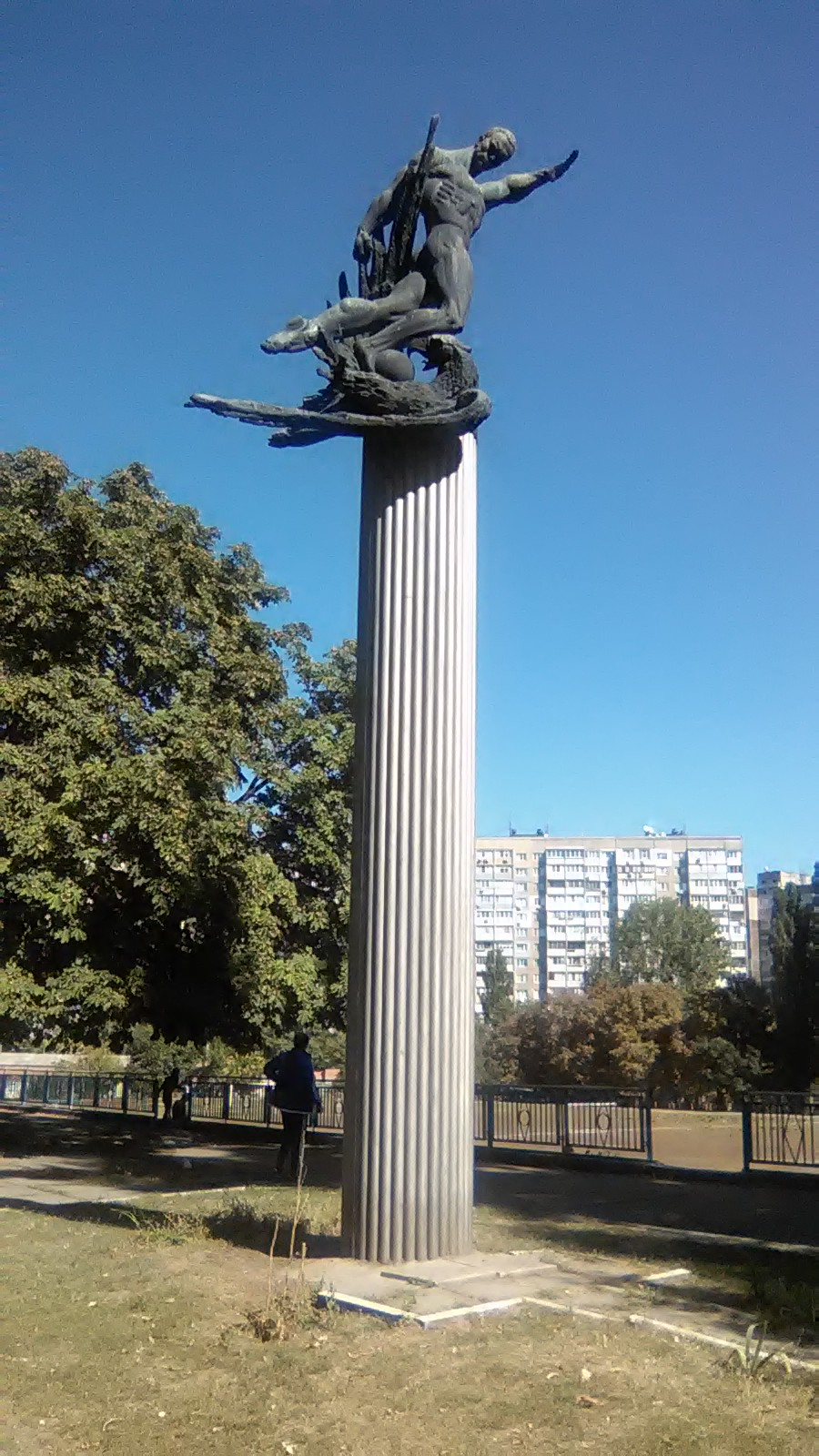
Monumento del 1981 dedicato alla Start FC

La Start rientrò in campo pensando alle parole sentite all'intervallo e in poco tempo subì due reti. I giocatori si guardarono e capirono che giocare a calcio e vincere di fronte ai propri tifosi avrebbe dato loro la speranza di resistere e così decisero di giocare alla loro maniera: la Start tornò in vantaggio e fissò il risultato sul 5-3. Poco prima del fischio finale Klymenko partì dalla propria metà campo con la palla al piede, scartò tutti i giocatori della Flakelf compreso il portiere, fermò la palla sulla linea e la calciò a centrocampo. Sentitosi umiliati, poco dopo la fine della partita, i tedeschi arrestarono i giocatori della Start, li rinchiusero e alcuni furono fucilati: tra questi il portiere Nikolai Trusevich che pochi attimi prima di essere ucciso guardò in faccia la guardia del campo di concentramento e gridò: "Krasny sport ne umriot!" ovvero: "Lo sport rosso non morirà mai!".
Per paura di essere accusati come collaborazionisti dei tedeschi, avendo giocato in un campionato insieme a loro, i giocatori sopravvissuti non fecero una parola della partita contro la Flakelf; solo dopo la morte di Stalin, si sentì parlare nuovamente della Start FC e delle loro gesta, grazie anche a Makar Hončarenko, che aiutò a ricostruire i fatti avvenuti nell'estate del 1942 tramite un'intervista del 1992.
La leggenda della Start viene tramandata come una storia di eroi, che non si sono sottomessi agli invasori per regalare gioia ai propri tifosi. Questi eroi sono diventati un simbolo di resistenza all'oppressione del regime nazista. Tuttavia secondo diverse fonti e testimoni oculari, la fine della Start non avvenne a causa di quell'ultima partita e che fu una partita corretta alla fine della quale i giocatori delle due squadre si strinsero la mano amichevolmente.

## Monumenti
Nella città di Kiev ci sono ben tre monumenti che ricordano le imprese della Start FC.
Il primo si trova allo Stadio Dynamo Lobanovs'kyj di Kiev ed è composto da una scultura in pietra (1971), opera di Ivan Horovyj, che raffigura quattro giocatori deceduti ed è accompagnata da una poesia di Stefan Olyjnyk: 
Il secondo invece rappresenta un quadrato nero spezzato da un pallone ed è situato nel luogo in cui si trovava il campo di concentramento di Syrec.
Il terzo monumento è stato inaugurato nel 1981 davanti allo Stadio Start e rappresenta un calciatore che con una spada uccide un'aquila. Alla base della statua invece si trova la frase "A uno che se lo merita".

## Rosa
| N. |                    | Ruolo | Calciatore                        |
| -- | ------------------ | ----- | --------------------------------- |
|    | Ucraina (bandiera) | P     | Nikolai Trusevich (capitano)      |
|    | Ucraina (bandiera) | D     | Mychajlo Svyrydovs’kyj            |
|    | Ucraina (bandiera) | D     | Oleksij Klymenko                  |
|    | Ucraina (bandiera) | D     | Fedir Tjutčev                     |
|    | Ucraina (bandiera) | C     | Mykola Korotkych                  |
|    | Ucraina (bandiera) | N.D.  | Mychajlo Putystin (vice capitano) |
|    | Ucraina (bandiera) | A     | Mykola Mahynja                    |
|    | Ucraina (bandiera) | A     | Ivan Kuzmenko                     |
|    | Ucraina (bandiera) | A     | Makar Hončarenko                  |
|    | Ucraina (bandiera) | A     | Pavel Komarov                     |
|    | Ucraina (bandiera) | N.D.  | Jurij Černeha                     |
|    | Ucraina (bandiera) | N.D.  | Petro Sotnyk                      |
|    | Ucraina (bandiera) | N.D.  | Volodymyr Balakin                 |
|    | Ucraina (bandiera) | N.D.  | Vasyl’ Sucharjev                  |
|    | Ucraina (bandiera) | N.D.  | Mychajlo Mel’nyk                  |

## Film ispirati alla storia della Start FC

### Due tempi all'inferno(1961)
Due tempi all'inferno (Két félidő a pokolban) è un film di Zoltán Fábri prodotto in Ungheria nel 1961, nel quale i prigionieri di un campo ungherese dovranno giocare contro una rappresentativa dell'esercito tedesco in occasione del compleanno di Hitler.

### Il terzo tempo(1962)
Il terzo tempo (Tretiy taym), Unione Sovietica 1962, è un film di Evgenij Karelov nel quale dei prigionieri russi ex calciatori vengono scelti per giocare una partita di calcio contro i tedeschi: in ballo c'è l'onore del popolo russo sottomesso e l'orgoglio del popolo tedesco invasore.

### Fuga per la vittoria(1981)
Fuga per la vittoria (Escape to victory) è un film di John Huston prodotto negli USA nel 1981 e ambientato in un campo di prigionia tedesco, dove viene formata una squadra di prigionieri che dovrà giocare contro una formazione tedesca nella città di Parigi occupata. 

### Match(2012)
Match, Russia 2012, di Andrey Malyukov, riporta la leggenda della Start FC, ignorando le testimonianze che la smentiscono e promuovendo la versione propagandistica sovietica.